# Russische militaire begraafplaats in Schönholzer Heide
De Russische militaire begraafplaats in Schönholzer Heide is een militaire begraafplaats in Berlijn, Duitsland. Op de begraafplaats liggen in de Tweede Wereldoorlog omgekomen militairen van het Rode Leger.

## Begraafplaats
De begraafplaats kenmerkt zich door diverse massagraven die zich zowel langs de buitenmuur als in het midden van de begraafplaats bevinden. Op elk massagraf bevindt zich een bronzen plaquette met de namen van de slachtoffers.